# Geordie Shore (15.ª temporada)
A décima quinta temporada de Geordie Shore, um programa de televisão britânico com sede em Newcastle upon Tyne, foi confirmada em 8 de agosto de 2017, quando um vídeo teaser foi lançado confirmando a data de início da temporada para 29 de agosto de 2017. Durante a temporada foi confirmado que Elettra Lamborghini faria um breve retorno, com a ida do elenco fixo da temporada a Roma. Durante o episódio final da temporada, o membro do elenco original James Tindale fez um retorno único para a série para comemorar o aniversário de Aaron além dele Charlotte Crosby também retornou .

## Elenco
- Gaz Beadle
- Aaron Chalmers
- Chloe Ferry
- Nathan Henry
- Abbie Holborn
- Sophie Kasaei
- Elettra Lamborghini
- Marty McKenna
- Marnie Simpson
- Scotty T

### Duração do elenco
| Membros | 15.ª temporada | 15.ª temporada | 15.ª temporada | 15.ª temporada | 15.ª temporada | 15.ª temporada | 15.ª temporada | 15.ª temporada | 15.ª temporada | 15.ª temporada | 15.ª temporada | 15.ª temporada |
| Membros | 1              | 2              | 3              | 4              | 5              | 6              | 7              | 8              | 9              |                |                |                |
| Aaron   |                |                |                |                |                |                |                |                |                |                |                |                |
| Abbie   |                |                |                |                |                |                |                |                |                |                |                |                |
| Chloe   |                |                |                |                |                |                |                |                |                |                |                |                |
| Elettra |                |                |                |                |                |                |                |                |                |                |                |                |
| Gaz     |                |                |                |                |                |                |                |                |                |                |                |                |
| Marnie  |                |                |                |                |                |                |                |                |                |                |                |                |
| Marty   |                |                |                |                |                |                |                |                |                |                |                |                |
| Nathan  |                |                |                |                |                |                |                |                |                |                |                |                |
| Scott   |                |                |                |                |                |                |                |                |                |                |                |                |
| Sophie  |                |                |                |                |                |                |                |                |                |                |                |                |
| ------- | -------------- | -------------- | -------------- | -------------- | -------------- | -------------- | -------------- | -------------- | -------------- | -------------- | -------------- | -------------- |

     = "Membro" é destaque neste episódio.
     = "Membro" chega na casa.
     = "Membro" sai voluntariamente da casa.
     = "Membro" sai e retorna para a casa no mesmo episódio.
     = "Membro" é removido da casa.
     = "Membro" volta para a casa.
     = "Membro" aparece neste episódio, mas está fora da casa.
     = "Membro" deixa a série.
     = "Membro" retorna para a série.
     = "Membro" é removido da série.
     = "Membro" não aparece neste episódio.
     = "Membro" não é oficialmente um membro do elenco neste episódio.

## Episódios
| No. na série | No. na temporada | Título     | Transmissão original   | Duração    | Visualizações no UK |
| ------------ | ---------------- | ---------- | ---------------------- | ---------- | ------------------- |
| 125          | 1                | Episódio 1 | 29 de agosto de 2017   | 60 minutos | 716,000             |
| 126          | 2                | Episódio 2 | 5 de setembro de 2017  | 60 minutos | 604,000             |
| 127          | 3                | Episódio 3 | 12 de setembro de 2017 | 60 minutos | 687,000             |
| 128          | 4                | Episódio 4 | 19 de setembro de 2017 | 60 minutos | 567,000             |
| 129          | 5                | Episódio 5 | 26 de setembro de 2017 | 60 minutos | 544,000             |
| 130          | 6                | Episódio 6 | 3 de outubro de 2017   | 60 minutos | 487,000             |
| 131          | 7                | Episódio 7 | 10 de outubro de 2017  | 60 minutos | 541,000             |
| 132          | 8                | Episódio 8 | 17 de outubro de 2017  | 60 minutos | 464,000             |
| 133          | 9                | Episódio 9 | 17 de outubro de 2017  | 60 minutos | 371,000             |

## Classificação
| Episódio   | Data                   | Classificação oficial da MTV | Ranking semanal da MTV | Classificação oficial da MTV+1 | Total de telespectadores da MTV |
| ---------- | ---------------------- | ---------------------------- | ---------------------- | ------------------------------ | ------------------------------- |
| Episódio 1 | 29 de agosto de 2017   | 710,000                      | 1                      | 6,000                          | 716,000                         |
| Episódio 2 | 5 de setembro de 2017  | 594,000                      | 1                      | 10,000                         | 604,000                         |
| Episódio 3 | 12 de setembro de 2017 | 659,000                      | 1                      | 28,000                         | 687,000                         |
| Episódio 4 | 19 de setembro de 2017 | 547,000                      | 1                      | 20,000                         | 567,000                         |
| Episódio 5 | 26 de setembro de 2017 | 509,000                      | 1                      | 35,000                         | 544,000                         |
| Episódio 6 | 3 de outubro de 2017   | 471,000                      | 1                      | 16,000                         | 487,000                         |
| Episódio 7 | 10 de outubro de 2017  | 506,000                      | 1                      | 35,000                         | 541,000                         |
| Episódio 8 | 17 de outubro de 2017  | 410,000                      | 1                      | 54,000                         | 464,000                         |
| Episódio 9 | 17 de outubro de 2017  | 357,000                      | 2                      | 14,000                         | 371,000                         |